# Sommet de Saint-Malo

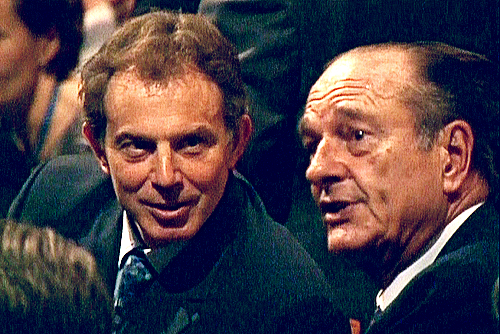
Jacques Chirac et Tony Blair en 2003

Le sommet franco-britannique de Saint-Malo, qui a réuni le président Jacques Chirac et le premier ministre Tony Blair les 3 et 4 décembre 1998, est souvent décrit comme le point de départ de la Politique européenne de sécurité et de défense. Il a donné lieu à une déclaration commune appelant à l’établissement de moyens militaires « autonomes » et « crédibles » pour l’Union européenne. La relation avec l'OTAN est toutefois précisée : l'UE agira « lorsque l'Alliance en tant que telle n'est pas engagée », et « sans duplication inutile ».
La déclaration de Saint-Malo a été une réponse à la guerre du Kosovo (1998-1999), dans lequel la communauté internationale, et en particulier l'Union européenne et ses États membres, ont été perçues comme n'ayant pas réussi à intervenir pour arrêter le conflit,.

## Compléments